# عبد الوهاب الشيبي
عبد الوهَّاب بن زين العابدين الشيبي من الأسرة الشيبيَّة هو السَّادن العاشر بعد المائة منذ عهد قُصي بن كلاب، والثامن والسَّبعون منذ فتح مكَّة في عهد النبي مُحمَّد، والحادي عشر في العهد السُّعودي.
تولَّى عبد الوهاب السدانة بعد وفاة أخيه صالح زين العابدين الشيبي لكونه أكبر أفراد الأسرة، وقد تسلم مفاتيح الكعبة وباب التوبة ومقام النبي إبراهيم ضمن مراسم مساء يوم الاثنين 24 يونيو 2024.